# Callistethus jansoni
Callistethus jansoni är en skalbaggsart som beskrevs av Ohaus 1897. Callistethus jansoni ingår i släktet Callistethus och familjen Rutelidae. Inga underarter finns listade.